# Adrien Le Bihan
Pour les articles homonymes, voir Le Bihan.
Vous pouvez aider à l'améliorer ou bien discuter des problèmes sur sa page de discussion.
- Cet article biographique nécessite des références supplémentaires pour assurer sa vérifiabilité. (Marqué depuis mai 2023)
- Sa forme n'est pas encyclopédique et ressemble trop à un catalogue de vente, une plaquette publicitaire ou une offre commerciale. Pour remédier à cela, vous pouvez modifier l'article en adoptant un ton neutre et encyclopédique, notamment grâce à des sources secondaires indépendantes et de qualité qui analysent le sujet. (Marqué depuis mai 2023)

- Archive Wikiwix
- Bing
- Cairn
- DuckDuckGo
- E. Universalis
- Gallica
- Google
- G. Books
- G. News
- G. Scholar
- Persée
- Qwant
- (zh) Baidu
- (ru) Yandex
- (wd) trouver des œuvres sur Wikidata

Adrien Le Bihan, né à Marseille, le 8 décembre 1938, est un écrivain français.

## Œuvres

### Livres
- L'Arbre colérique. Journal de Cracovie 1976-1986, La Découverte, 1987, préface de Ludwik Flaszen - traduction en polonais : Gniewne Drzewo, par Małgorzata Wolanin, Oficyna Literacka, Cracovie, 1995.
- Le Général et son double : De Gaulle écrivain, Flammarion (coll.: Essais),  (ISBN 978-2-08-067341-1), 1996
  - De Gaulle écrivain, Fayard/Pluriel, 2010,  (ISBN 978-2-8185-0069-9) (poche)
- Auschwitz Graffiti, Librio, 2000, préface de Pierre Vidal-Naquet  (ISBN 978-2-290-30730-4)
  - Traduction en croate : Aušvički grafiti, par Bojan Lalović, éditions Disput, Zagreb, 2021.
- Rue André Gide : Enquête littéraire à Paris XVe et en Union soviétique, Cherche-Bruit, 2003,  (ISBN 978-2-9519642-0-4); réédition: Payot, Petite Bibliothèque Payot, 2007  (ISBN 978-2-228-90258-8)
- La Fourberie de Clisthène. Procès du biographe élyséen de Georges Mandel, Cherche-Bruit, 2008  (ISBN 978-2-9519642-5-9) (où le biographe n'est autre que Nicolas Sarkozy) - édition en livre numérique décembre 2022  (ISBN 978-2-9577160-2-9)
- Retour de Lémurie, éditions François Bourin, 1994  (ISBN 978-2-87686-166-4)
- Le Méninotaure, Caprice, Cherche-Bruit, 2006,  (ISBN 978-2-9519642-3-5), fragments traduits en anglais par Jeff Edmunds dans Calque, New York - Los Angeles, no 3, novembre 2007,  (ISBN 978-1-60530-349-9)
- George Sand, Chopin et le Crime de la Chartreuse, essai satirique, Cherche-Bruit, 2006  (ISBN 978-2-9519642-4-2)
- Je naviguerai vers l'autel de Joyce, récit, Cherche-Bruit, 2010,  (ISBN 978-2-9519642-8-0)
- James Joyce travesti par trois clercs parisiens, essai, Cherche-bruit, 2011,  (ISBN 978-2-9537571-1-8)
- Isaac Babel, l'écrivain condamné par Staline, éditions Perrin, 2015.  (ISBN 978-2-262-04016-1)
- De Gaulle et la Pologne, Cherche-bruit, 2015  (ISBN 978-2-9537571-2-5)
- Mon frère, Jack Kerouac, Le temps qu'il fait, 2018  (ISBN 978-2-86853-634-1)
- Le désir de Velázquez attrapé par Picasso, Le temps qu'il fait, 2020  (ISBN 978-2-86853-667-9)
- Gary Cooper, le prince des acteurs, LettMotif, 2021  (ISBN 978-2-36716-332-1)
- Un procès clandestin, Le temps qu'il fait, 2022  (ISBN 978-2-86853-685-3)
- Autopsie d'une rancœur. Hemingway alias Argo contre général Leclerc, ed.Cherche-bruit, 2022   (ISBN 978-2-9577160-1-2)
- Auschwitz Graffiti, nouvelle édition revue et augmentée avec une préface inédite, ed. Cherche-bruit, 2023  (ISBN 978-2-9577160-3-6)

### Articles
Il a publié de nombreux articles dans, entre autres, Dans les Cahiers du Sud, Le Midi illustré, Autre Sud, Esprit, Revue des deux Mondes, Le Français dans le Monde, Sauf-conduit, La Quinzaine littéraire, Le Magazine littéraire, Variété (Antananarivo), Dekada literacka (Cracovie), Le Mensuel poétique et littéraire (Bruxelles), Fabula, Barcarola (Albacete), La République des Lettres, Recherches Valéryennes/Forschungen zu Paul Valéry (Kiel), La Nouvelle Revue Française, Sigila, , etc.

### Édition
Pour l'Alliance française à Madagascar, dans la série Arts et Cultures malgaches de l'éditeur Foi et Justice : Hain-Teny Merina - Poésies populaires malgaches recueillies et traduites par Jean Paulhan (édition bilingue, Antananarivo, 1991).
En 2002, à Espelette, il crée les éditions Cherche-bruit sous forme associative.[réf. nécessaire] Journal Officiel, Associations, Pyrénées-Atlantiques, déclaration du 23 décembre 2002.

## Traductions
- Edward Abbey, Désert solitaire, Hoëbeke, 1992, réédition Payot, 2006, coll. Petite Bibliothèque Voyageurs,  (ISBN 978-2-228-90095-9)
- Ludwik Flaszen, Le Chirographe, La Découverte, 1990 (préface et postface du traducteur).  (ISBN 2-7071-1991-1)
- Cristóbal Serra (es), Journal de signes, Pendule, Avec un seul œil, préface d'Octavio Paz, Le Félin 1991.  (ISBN 978-2-866-45087-8)
- Cristóbal Serra (es), La Nuit obscure de Jonas, Le Temps qu'il fait, 1995.  (ISBN 978-2-868-53216-9)
- Lettre d'Isaac Babel à Eisenstein du 14 novembre 1936, traduite du russe avec Sanja Le Bihan, la NRF, no 612, avril 2015.